# 옐 (드라마)
《Yell》(エール)은 2020년도 3월부터 방송되는 NHK 연속 TV 소설 시리즈의 드라마이다.

## 출연진
- 쿠보타 마사타카
- 카라사와 토시아키
- 키쿠치 모모코
- 니카이도 후미
- 미츠이시 켄
- 마츠이 레나
- 모리 나나
- 야마자키 이쿠사부로
- 나카무라 아오이
- 모리야마 나오타로